# Ruhotsa
Ruhotsa är ett periodiskt vattendrag i Burundi.   Det ligger i provinsen Cankuzo, i den nordöstra delen av landet, 160 kilometer öster om huvudstaden Bujumbura.
I omgivningarna runt Ruhotsa växer huvudsakligen savannskog. Runt Ruhotsa är det ganska tätbefolkat, med 93 invånare per kvadratkilometer.